# 682
682 (DCLXXXII) var ett normalår som började en onsdag i den julianska kalendern.

## Händelser

### Augusti
- 17 augusti – Sedan påvestolen har stått tom i över ett och ett halvt år väljs Leo II till påve.

### Okänt datum
- Det första orden i den walesiska krönikan Brut y Tywysogion skrivs.
- På grund av torka, översvämning, gräshoppor och epidemier utbryter en stor hungersnöd i flera kinesiska huvudstäder som Chang'an (primär huvudstad) och Luoyang (sekundär huvudstad). Matbristen driver upp spannmålspriserna till oöverträffade höjder, vilket innebär nedgång för en tidigare framgångsrik epok under kejsarna Taizong och Gaozong.
- Kejsar Temmu av Japan avskaffar bland annat ceremoniell knäböjning och krypning.
- Beda Venerabilis reser till Jarrow.

## Födda
- Klodvig IV, kung av Frankerriket 691–695 (född detta år eller 680).

## Avlidna
- Bojang av Goguryeo (i exil i Sichuan)
- Buyeo Yung, tidigare prins av Baekje (i exil i Luoyang)
- Lady K’awiil Ajaw, regerande drottning av mayastaden Cobá